# Roraima
Roraima és un estat del Brasil situat a la Regió Nord. Té com a límits: Veneçuela (N i NO), Guyana (E), Pará (SE) i, Amazonas (S i O). Té una superfície de 225.116,1 km². La capital és Boa Vista. Les seves ciutats més poblades són: Boa Vista, Alto Alegre, Caracaraí i Rorainópolis.
El relleu és variat; al costat de les fronteres de Veneçuela i de Guyana es troben les serres de Parima i de Pacaraima, on es troba el Mont Roraima, de 2.875m d'altura. Branco, Uraricoera, Catrimani, Alalaú i Tacutu són els rius principals.
El clima és equatorial (N, S i O) i tropical (E). Gran part de l'estat és coberta per la Selva Amazònica, amb una petita superfície de sabana a l'est.